# Usbekische Fußballliga 2017
Die Usbekische Fußballliga 2017 war die 26. Spielzeit der höchsten usbekischen Fußballliga seit ihrer Gründung im Jahr 1992. Die Saison begann am 3. März und endete am 25. November 2017. Titelverteidiger war Lokomotiv Taschkent.

## Modus
Die Vereine spielten ein Doppelrundenturnier aus, womit sich insgesamt 30 Spiele pro Mannschaft ergaben. Es wurde nach der 3-Punkte-Regel gespielt (drei Punkte pro Sieg, ein Punkt pro Unentschieden). Die Tabelle wurde nach den folgenden Kriterien bestimmt:
1. Anzahl der erzielten Punkte
2. Tordifferenz aus allen Spielen
3. Anzahl Tore in allen Spielen

Am Ende der Saison qualifizierte sich die punktbeste Mannschaft für die Gruppenphase der AFC Champions League 2018. Der Zweitplatzierte begann in der zweiten Qualifikationsrunde der Champions League. Zusätzlich nahm der Sieger des usbekischen Fußballpokals an der zweiten Qualifikationsrunde teil.
Der Verein mit den wenigsten Punkten stieg in die zweitklassige Uzbekistan First League ab, der 15. spielte in zwei Relegationsspielen gegen den 2. der Uzbekistan First League 2017 um die Relegation.

## Teilnehmer
Der FK Dinamo Samarkand kehrte nach einjähriger Abstinenz als Meister der Uzbekistan First League 2016 wieder zurück in die usbekische Fußballliga. Der Aufsteiger ersetzt den letztplatzierten Verein der Saison 2016, den FK Andijon. Für den FK Andijon bedeutete der Abstieg das Ende seiner dreijährigen Zugehörigkeit zum usbekischen Fußball-Oberhaus. Navbahor Namangan schaffte im Relegationsspiel gegen den FK Naryn den Klassenerhalt.
| Verein                | Beheimatet in, Provinz | Stadion                  |
| --------------------- | ---------------------- | ------------------------ |
| Bunyodkor Taschkent   | Taschkent              | Bunyodkor-Stadion        |
| FK Buxoro             | Buxoro, Buxoro         | Buxoro Arena             |
| FK Dinamo Samarkand   | Samarqand, Samarqand   | Dinamo Stadium           |
| FK Mashʼal Muborak    | Muborak, Qashqadaryo   | Bahrom Vafoev Stadium    |
| FK Neftchi Fargʻona   | Fargʻona, Fargʻona     | Stadion Istiklol         |
| FK Obod               | Taschkent              | JAR-Stadion              |
| FK Olmaliq            | Olmaliq, Taschkent     | Olmaliq-Stadion          |
| FK Shoʻrtan Guzar     | Gʻuzor, Qashqadaryo    | Gʻuzor-Stadion           |
| FK Soʻgʻdiyona Jizzax | Jizzax, Jizzax         | Sogdiana Stadium         |
| Lokomotiv Taschkent   | Taschkent              | Lokomotiv-Stadion        |
| Metallurg Bekobod     | Bekobod, Taschkent     | Metallurg Stadium        |
| Nasaf Karschi         | Qarshi, Qashqadaryo    | Zentralstadion Qarshi    |
| Navbahor Namangan     | Namangan, Namangan     | Markaziy Stadium         |
| Paxtakor Taschkent    | Taschkent              | Paxtakor-Zentral-Stadion |
| Qizilqum Zarafshon    | Zarafshon, Navoiy      | Yoshlar Stadium          |
| Qoʻqon 1912           | Qoʻqon, Fargʻona       | Kokand Stadium           |

## Tabelle
| Pl. | Verein                     | Sp. | S  | U  | N  | Tore    | Diff. | Punkte |
| --- | -------------------------- | --- | -- | -- | -- | ------- | ----- | ------ |
| 1.  | Lokomotiv Taschkent (M, P) | 30  | 22 | 4  | 4  | 067:200 | +47   | 70     |
| 2.  | Nasaf Karschi              | 30  | 20 | 2  | 8  | 058:180 | +40   | 62     |
| 3.  | Paxtakor Taschkent         | 30  | 18 | 5  | 7  | 044:280 | +16   | 59     |
| 4.  | Bunyodkor Taschkent        | 30  | 14 | 10 | 6  | 047:290 | +18   | 52     |
| 5.  | Navbahor Namangan (R)      | 30  | 12 | 10 | 8  | 040:370 | +3    | 46     |
| 6.  | FK Buxoro                  | 30  | 13 | 7  | 10 | 042:400 | +2    | 46     |
| 7.  | FK Mashʼal Muborak         | 30  | 12 | 8  | 10 | 037:310 | +6    | 44     |
| 8.  | FK Olmaliq                 | 30  | 12 | 8  | 10 | 031:320 | −1    | 44     |
| 9.  | Qoʻqon 1912                | 30  | 11 | 8  | 11 | 042:470 | −5    | 41     |
| 10. | Metallurg Bekobod          | 30  | 12 | 4  | 14 | 040:390 | +1    | 40     |
| 11. | Qizilqum Zarafshon         | 30  | 9  | 10 | 11 | 031:400 | −9    | 37     |
| 12. | FK Dinamo Samarkand (N)    | 30  | 8  | 8  | 14 | 021:350 | −14   | 32     |
| 13. | FK Soʻgʻdiyona Jizzax      | 30  | 8  | 7  | 15 | 033:510 | −18   | 31     |
| 14. | FK Shoʻrtan Guzar          | 30  | 8  | 3  | 19 | 028:520 | −24   | 27     |
| 15. | FK Neftchi Fargʻona        | 30  | 6  | 9  | 15 | 023:480 | −25   | 27     |
| 16. | FK Obod                    | 30  | 2  | 3  | 25 | 015:520 | −37   | 09     |

| Zum Saisonende 2017: |
| Usbekischer Meister, Pokalsieger und Teilnahme an der Gruppenphase der AFC Champions League 2018 Teilnahme an der Play-off-Runde zur AFC Champions League 2018 Abstieg in die Uzbekistan First League 2018 |

| Zum Saisonende 2016: |                                                                      |
| (M)                  | Amtierender Meister: Lokomotiv Taschkent                             |
| (P)                  | Amtierender Pokalsieger: Lokomotiv Taschkent                         |
| (R)                  | Gewinner der Relegationsspiele: Navbahor Namangan                    |
| (N)                  | Aufsteiger aus der Uzbekistan First League 2016: FK Dinamo Samarkand |